# Tjoemen
Tjoemen (Russisch: Тюмень) is een stad in West-Siberië en de hoofdstad van de gelijknamige oblast, in oppervlakte de grootste van Rusland. De stad telt 887,000 inwoners (2022) en ligt aan de Trans-Siberische spoorlijn en aan de rivier de Toera, die hier vier maanden per jaar bevaarbaar is.
Tjoemen is de oudste stad in Siberië. De stad werd in 1586 door de Russen gesticht, nadat zij het Tataarse kanaat Sibir hadden verslagen. De stad behoorde lange tijd tot het gouvernement Tobolsk.
Tjoemen beschikt over een staatsuniversiteit en over enkele gespecialiseerde universiteiten, waaronder sinds 1963 de Staatsuniversiteit voor Olie en Gas. In de oblast Tjoemen bevinden zich de omvangrijkste Russische olie- en gasreserves.

## Sport
FK Tjoemen is de professionele voetbalclub van Tjoemen en speelt in het Geolog stadion. De club speelde meerdere seizoen op het hoogste Russische niveau, de Premjer-Liga.
In Tjoemen zijn wedstrijden in het kader van de Wereldbeker biatlon georganiseerd.

## Geboren
- Irving Berlin (1888-1989), Russisch-Amerikaans componist
- Tamara Toumanova (1919–1996), ballerina en actrice
- Anastasiya Kuzmina (1984), Slowaaks biatlete
- Anton Sjipoelin (1987), biatleet
- Tatjana Sorina (1994), langlaufster

## Stedenbanden
- Celle (Duitsland)
- Houston (Verenigde Staten)

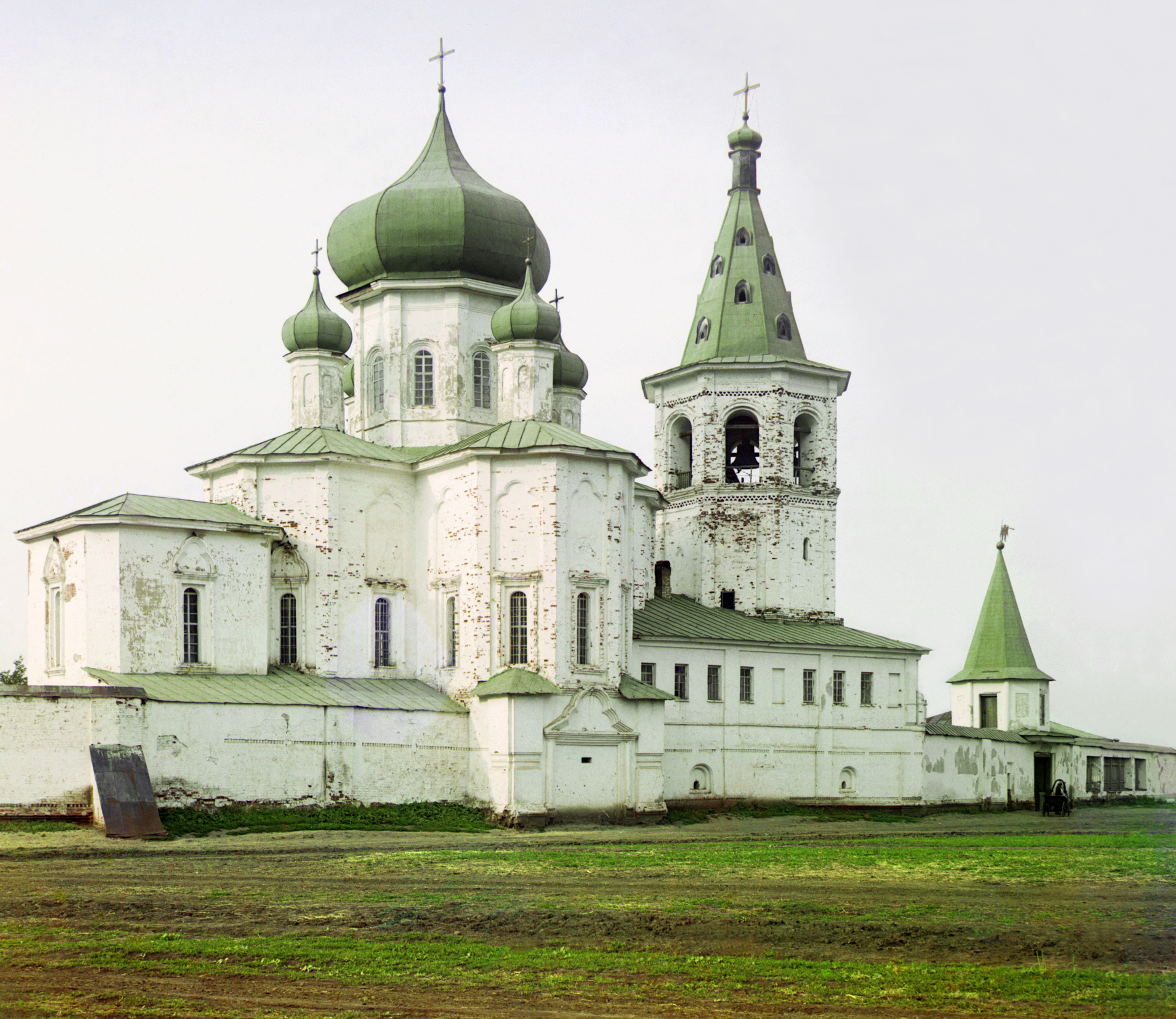
Het klooster van de Drie-eenheid in Tjoemen.
Foto: Prokoedin-Gorski, 1912

Bestuurlijk centrum: Tjoemen

Isjim · Jaloetorovsk · Tobolsk · Zavodo-oekovsk